# Васильев, Фёдор Васильевич (Герой Советского Союза)
Фёдор Васи́льевич Васи́льев (1924, дер. Савиненки, Вятская губерния — 30 августа 1943, Глуховский район, Сумская область) — красноармеец Рабоче-крестьянской Красной Армии, участник Великой Отечественной войны, Герой Советского Союза (1943).

## Биография
Фёдор Васильев родился в 1924 году в деревне Савиненки в крестьянской семье. Окончил семь классов школы, работал в колхозе. В 1942 году был призван на службу в Рабоче-крестьянскую Красную Армию. С того же года — на фронтах Великой Отечественной войны, был пулемётчиком 1085-го стрелкового полка 322-й стрелковой дивизии 13-й армии Центрального фронта.
26 августа 1943 года в ходе прорыва немецкой обороны уничтожил орудийный расчёт противника. Заняв оборону, Васильев отбил контратаку группы немецких пехотинцев общей численностью около 50 человек, уничтожив около 30 солдат и офицеров. Погиб в бою 30 августа 1943 года.
Похоронен в селе Барановка Глуховского района Сумской области Украины.
Указом Президиума Верховного Совета СССР от 16 октября 1943 года красноармеец Фёдор Васильев посмертно был удостоен высокого звания Героя Советского Союза. Также был награждён орденом Ленина.

## Память

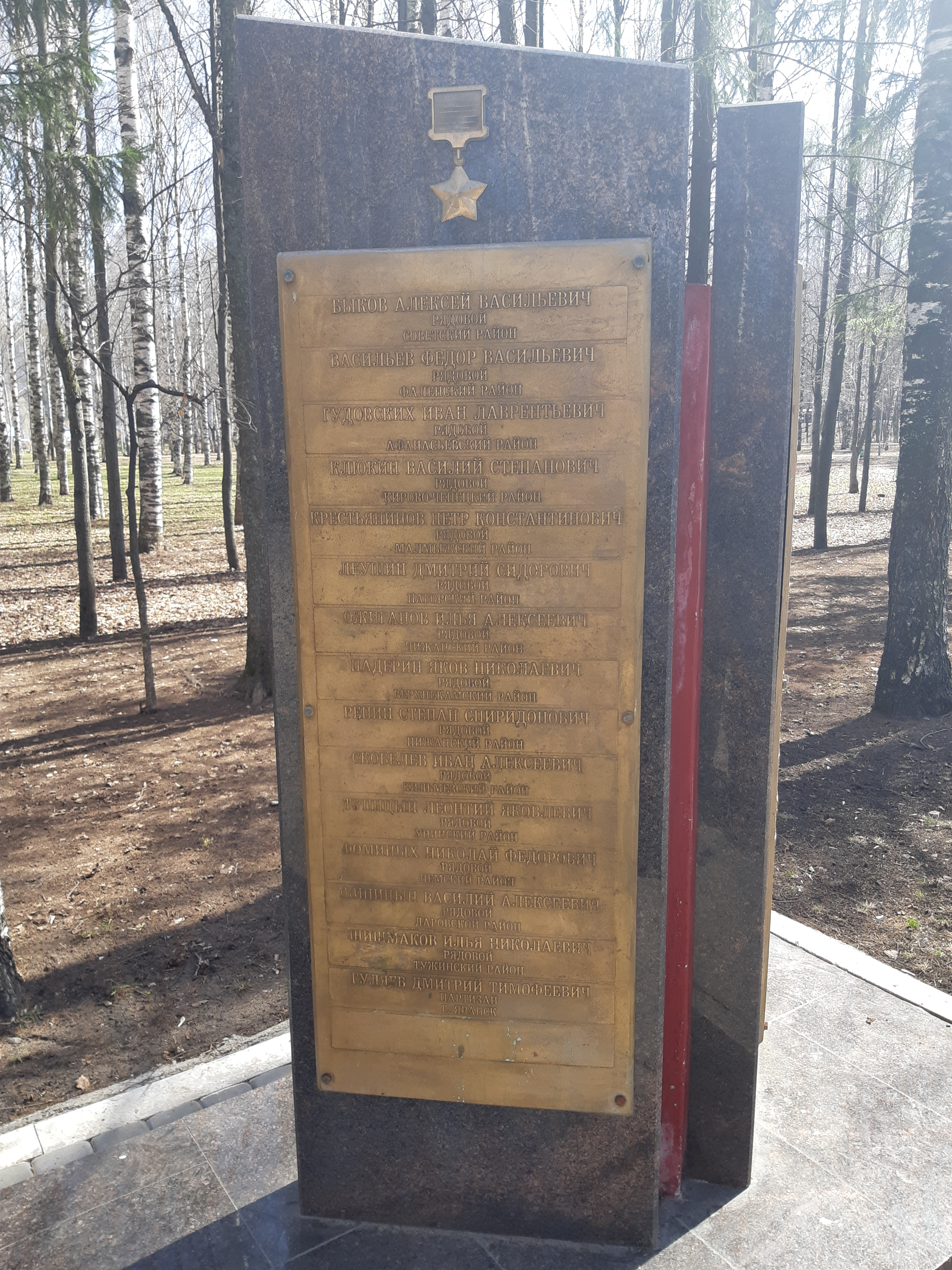
Имя Героя на гранитной стеле в парке Победы в Кирове

- Имя Героя высечено золотыми буквами в зале Славы Центрального музея Великой Отечественной войны в Парке Победы города Москвы.
- Его имя на гранитной стеле в парке Победы в Кирове.
- На могиле установлен надгробный памятник.

## Комментарии
1. ↑  Деревня Савиненки (Шуклинская, Савиненская; в составе Бельской волости Глазовского, с 1921 года — Нолинского уезда) в последующем входила в состав Бельского сельсовета Бельского, с 1956 года — Фалёнского района Кировской области; упразднена 24.6.2004[1].